# SAP (entreprise)
Pour les articles homonymes, voir SAP.
SAP SE est une entreprise allemande de droit européen (SE signifiant Societas Europaea en latin), qui conçoit et vend des logiciels, notamment des systèmes de gestion et de maintenance, principalement à destination des entreprises et des institutions dans le monde entier. Son produit le plus connu est le progiciel de gestion intégré SAP ERP.
SAP est le premier éditeur de logiciels en Europe et le quatrième dans le monde.  Il est la première capitalisation boursière allemande, devant Volkswagen ou Mercedes. 
Son siège se trouve à Walldorf, en Allemagne.

## Histoire

### Les années 1970
Cinq anciens employés d’IBM – Dietmar Hopp, Hans-Werner Hector, Hasso Plattner, Klaus E. Tschira, et Claus Wellenreuther – fondent Systemanalyse Programmentwicklung (analyse système développement de programme), à Mannheim, en Allemagne. Leur projet est de développer un logiciel standard de gestion des données en temps réel, à destination des entreprises. Imperial Chemical Industries (ICI) est le premier client de SAP, en 1972. 
Un an plus tard, SAP lance son premier logiciel de comptabilité, à partir duquel seront développées les autres composantes du système R/1 (le R étant pour real-time data processing, traitement des données en temps réel en anglais). En 1976, la société, qui portait le nom de Systems Applications and Products in Data Processing, est rebaptisée SAP GmbH (Gesellschaft mit beschränkter Haftung, société à responsabilité limitée, SARL, dans le droit allemand). Moins de sept ans après le début de ses recherches, en 1979, SAP lance le système R/2.

### Les années 1980
Dans les années 1980, SAP s’installe à Walldorf, près de Heidelberg, en Allemagne. La société s’étend à l’international avec l’ouverture de filiales au Danemark, en Suède, en Italie, et aux États-Unis. Le système R/2 est remodelé pour s’adapter à différentes langues et devises. En août 1988, SAP GmbH devient SAP AG (Aktiengesellschaft, société à part sociale, dans le droit allemand). 
Avec un directoire composé de quatre des membres fondateurs de SAP - Hopp, Plattner, Tschira et Hector, la société entre en bourse à Francfort en novembre 1988. Le mensuel économique allemand Manager Magazin élit SAP « entreprise de l’année » ; une distinction que la société recevra un grand nombre de fois au cours des années suivantes.

### Années 1990
En 1991, Le Pr Henning Kagermann rejoint le directoire de SAP. Le SAP R/3 sort en 1992. Avec cette troisième version de son système de gestion d’entreprise, SAP passe de l’ère de l’ordinateur central à celle de l’architecture informatique moderne, fondée sur les bases de données, les applications et les interfaces. Le Dr Peter Zencke entre au comité exécutif de SAP en 1993, Claus Heinrich et Gerhard Oswald en 1996. SAP fête son vingt-cinquième anniversaire en 1997. 
Le 3 août 1998, SAP est cotée pour la première fois à la Bourse de New York (NYSE). La même année, SAP connaît un premier changement majeur dans sa hiérarchie : Dietmar Hopp et Klaus Tschira entrent au comité de surveillance, dont Dietmar Hopp est nommé président. Henning Kagermann prend le fauteuil de coprésident de ce comité et de co-PDG aux côtés de Hasso Plattner. Avant l’entrée dans le troisième millénaire, SAP lance sur le marché la stratégie globale mySAP.com, qui fait le lien entre les progiciels de gestion intégrés existants et le commerce électronique, grâce à la technologie Internet.

### Années 2000
Avec l’explosion d’Internet, les progiciels se concentrent sur l’utilisateur. SAP commercialise SAP Workplace, concept de portail d’entreprise et de l’accès personnalisé aux informations. Werner Brandt rejoint SAP en 2001 en tant que membre du comité exécutif et directeur financier. Léo Apotheker devient Président des Opérations et Solutions Client au niveau mondial et membre du comité exécutif de SAP en 2002. Henning Kagermann occupe seul le poste de PDG à partir de 2003. En février 2007, son contrat est prolongé jusqu’en 2009, et il nomme Léo Apotheker PDG adjoint. 
La même année, en raison de désaccords sur la responsabilité de l’orientation stratégique, Shai Agassi, membre respecté du comité exécutif et proche collaborateur de Kagermann, quitte SAP. En 2008, Léo Apotheker devient co-PDG aux côtés de Kagermann, qui prépare sa succession.
En avril, le comité de surveillance de SAP nomme trois nouveaux membres au comité exécutif : Erwin Gunst, Bill McDermott et Jim Hagemann Snabe.
En 2008 SAP rachète Business Objects, puis provoque la colère et la frustration parmi ses clients en augmentant ses tarifs de maintenance, ce qui alimente des débats animés sur les forums d’utilisateurs.
En 2009, environ 3000 employés sont licenciés.

### Années 2010
En 2010, SAP rachète Sybase.
En mars 2014, SAP acquiert Fieldglass, pour un montant inconnu. En septembre 2014, SAP acquiert Concur, une entreprise américaine de conception de logiciel de gestion de déplacements pour 7,3 milliards de dollars.
En mars 2015, SAP envisage de licencier 2 200 employés dans le monde tout en créant un nombre équivalent d'emplois dans ses activités cloud.
En septembre 2017, SAP annonce l'acquisition de Gigya, une entreprise israélo-américaine spécialisée dans la gestion client, pour un montant non dévoilé.
En janvier 2018, SAP annonce l'acquisition de Callidus, une entreprise américaine pour 2,4 milliards de dollars. En janvier 2018, SAP acquiert la startup française Recast.ai, spécialiste des dialogueurs, et annonce vouloir investir 2 milliards d'euros sur 5 ans en France. 
En novembre 2018, SAP annonce le rachat de l'américain Qualtrics, pour la somme de 8 milliards de dollars. Alors que l'entreprise allait faire son entrée en bourse, l'éditeur allemand négociait son rachat depuis des mois en intégrant dans le montant une surprime par rapport à sa valorisation. En novembre 2018, SAP rachète également l'éditeur de logiciels français Contextor, spécialiste de l'automatisation robotisée des processus (ARP).

### Années 2020
En 2023 SAP supprime 3 000 emplois.
En janvier 2024 SAP annonce supprimer 8 000 emplois (8 % de ses effectifs) et accroitre massivement ses investissements dans l'intelligence artificielle.
Le 11 mai 2025, pour se plier aux exigences de l’administration Trump, le groupe SAP annonce supprimer plusieurs de ses mesures d’inclusion et de diversité. En particulier, il renonce à son objectif d’atteindre 40 % de femmes parmi l’ensemble de ses employés.

### Activités et marchés

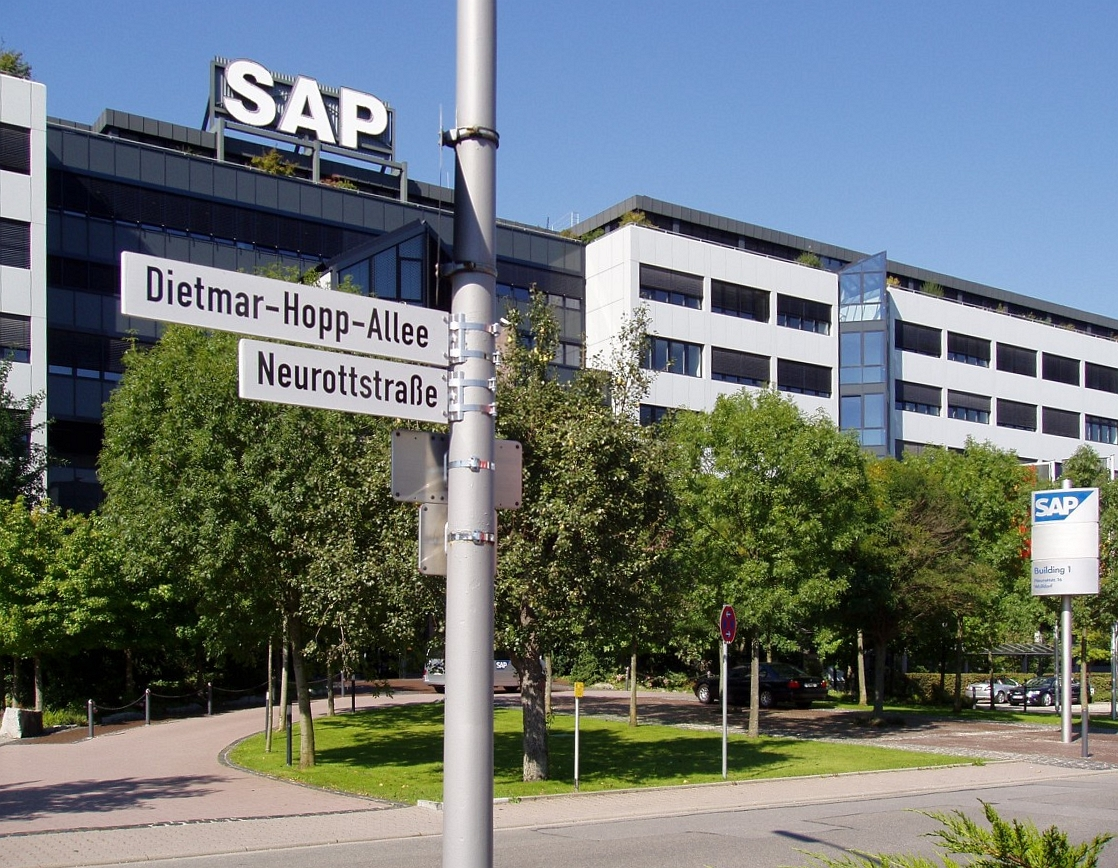
Le siège social de SAP AG, à Walldorf.

SAP opère dans trois zones géographiques : Europe/Moyen-Orient/Afrique (EMEA), Amériques (le siège de SAP America, qui regroupe Amérique du Nord et Amérique latine, se trouve à Newtown Square, en Pennsylvanie), et Asie/Pacifique/Japon (APJ, qui regroupe Japon, Australie, Inde et plusieurs autres pays d’Asie). SAP dispose également d’un réseau de 115 filiales, et de cabinets de recherche et développement.
SAP se concentre sur six secteurs : procédés industriels de fabrication, d’assemblage, de distribution et de services aux consommateurs, services financiers et publics[source insuffisante]. La société propose plus de 25 produits aux grandes entreprises[source insuffisante] et plus de 550 pour les petites et moyennes entreprises[source insuffisante].
Les différents départements opérationnels de SAP sont divisés en trois catégories : recherche et développement, activités de terrain et assistance aux consommateurs. SAP Labs conçoit et développe les produits, tandis que des bureaux installés dans chaque pays partenaire se chargent des opérations de terrain comme la vente, le marketing et le conseil. La stratégie et la gestion globale sont décidées et menées au siège de SAP AG, en Allemagne, tout comme le travail d’ingénierie lié à la fabrication des produits.

## Produits
La suite logicielle intégrée de gestion d'entreprise de SAP, Business Suite (en), comprend cinq applications pour les entreprises.
Si ses premiers produits ont surtout été utilisés par de grandes entreprises (notamment plusieurs figurant dans le classement Fortune 500), SAP s'adapte aux petites et moyennes entreprises (PME).

## Services
SAP compte plus de 388 000 clients dans le monde, et 140 000 installations dans 130 pays. SAP voit la collaboration entre 91 000 employés, dont 15 000 consultants et formateurs et 7 700 techniciens de service et de maintenance. SAP se dote aussi de 185 000 employés vacataires, 77 centres de formation, 7 centres d’assistance internationaux et 9 centres de développement d’applications et de contenu.

### Cloud
Après avoir lancé en 2010 une première version SaaS de son progiciel phare, le groupe lance en 2013 « S/4HANA », déclinaison complète de SAP en mode cloud. L'offre cloud de SAP compte un réseau de 44 datacenters répartis dans une dizaine de pays à travers le monde, générant un chiffre d'affaires de 3 milliards d'euros, ce qui représente 14 % de son chiffre d'affaires global.
Durant l'année 2017 SAP comptait 111 millions d'abonnées à son service cloud. De plus, le nombre de centres de données est passé à 41.

## Concurrence

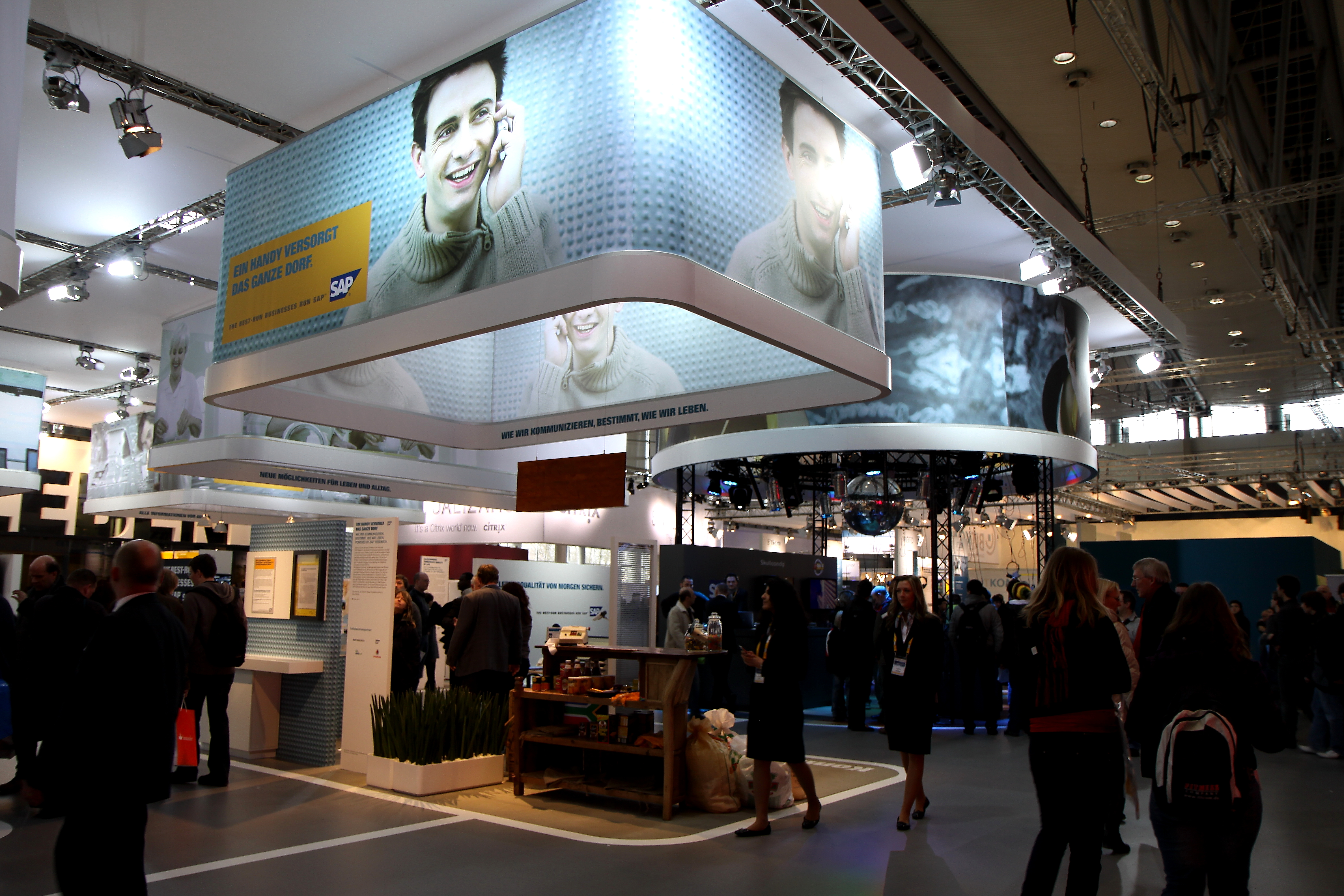
SAP au CeBIT 2010.

Les concurrents de SAP sont principalement les autres fabricants de progiciels de gestion intégrés (PGI). SAP est aussi en compétition avec les secteurs du logiciel de gestion des relations client, de comptabilité et de gestion, de fabrication et d’entreposage industriels, ainsi que de gestion de la chaîne logistique : IBM, Microsoft et Oracle figurent parmi les principaux adversaires de SAP sur ce marché hyper-concurrentiel.
En mars 2007, en Californie, Oracle a lancé des poursuites contre SAP pour concurrence déloyale et espionnage industriel. Oracle accusait la filiale texane SAP TN (appelée TomorrowNow avant son rachat par SAP, elle proposait des services tiers autour de produits phares de la gamme Oracle), d’avoir accédé à des données contenues sur le site clients de la marque, en utilisant les identifiants et mots de passe d’anciens clients, et d’avoir utilisé ces informations confidentielles à son profit. Quelques mois plus tard, SAP a reconnu que des « téléchargements inappropriés » de logiciels et de documentation avaient été effectués, de façon sporadique, mais la société nie tout violation de la propriété intellectuelle,. Le 23 novembre 2010, SAP est condamnée par un tribunal d'Oakland à verser 1,3 milliard de dollars à Oracle pour violation de droits d'auteurs.
SAP a provoqué l’incompréhension et la frustration d’une partie de ses clients en 2008, lorsqu’elle a augmenté le tarif de ses contrats de maintenance. Cette polémique fait l’objet d’intenses débats au sein des groupes d’utilisateurs.